# ترکیب تیم‌های جام ملت‌های آسیا ۲۰۰۰
این مقاله فهرستی از ترکیب‌های تیم‌های حاضر در تورنمنت جام ملت‌های آسیای ۲۰۰۰ است که از ۱۲ تا ۲۹ اکتبر سال ۲۰۰۰ در لبنان برگزار شد.

## گروه A

### ایران
سرمربی:  جلال طالبی
| شماره | جایگاه    | بازیکن             | تاریخ تولد/سن            | بازی‌های ملی | باشگاه           |
| ----- | --------- | ------------------ | ------------------------ | ----------- | ---------------- |
| ۱     | دروازه‌بان | مهدی واعظی         | ۱۹ ژانویه ۱۹۷۵ (۲۵ سال)  |             | بهمن کرج         |
| ۲     | هافبک     | مهدی مهدوی‌کیا      | ۲۴ ژوئیه ۱۹۷۷ (۲۳ سال)   |             | هامبورگ          |
| ۳     | مدافع     | مهدی هاشمی‌نسب      | ۲۷ ژانویه ۱۹۷۳ (۲۷ سال)  |             | استقلال          |
| ۵     | مدافع     | سهراب بختیاری‌زاده  | ۱۱ سپتامبر ۱۹۷۴ (۲۶ سال) |             | ارزروم‌اسپور      |
| ۶     | هافبک     | کریم باقری         | ۲۴ فوریه ۱۹۷۴ (۲۶ سال)   |             | چارلتون اتلتیک   |
| ۷     | هافبک     | حامد کاویانپور     | ۱ دسامبر ۱۹۷۸ (۲۱ سال)   |             | پرسپولیس         |
| ۸     | هافبک     | ستار همدانی        | ۶ ژوئن ۱۹۷۴ (۲۶ سال)     |             | استقلال          |
| ۹     | هافبک     | حمید استیلی        | ۱ آوریل ۱۹۶۷ (۳۳ سال)    |             | پرسپولیس         |
| ۱۰    | مهاجم     | علی دایی (کاپیتان) | ۲۱ مارس ۱۹۶۹ (۳۱ سال)    |             | هرتابرلین        |
| ۱۱    | مهاجم     | خداداد عزیزی       | ۲۲ ژوئن ۱۹۷۱ (۲۹ سال)    |             | سن‌خوزه ارث‌کوئیکز |
| ۱۲    | دروازه‌بان | پرویز برومند       | ۱۱ سپتامبر ۱۹۷۲ (۲۸ سال) |             | استقلال          |
| ۱۳    | هافبک     | داوود سیدعباسی     | ۲۰ فوریه ۱۹۷۷ (۲۳ سال)   |             | فجر سپاسی        |
| ۱۴    | هافبک     | محمد نوازی         | ۵ سپتامبر ۱۹۷۴ (۲۶ سال)  |             | استقلال          |
| ۱۵    | هافبک     | اسماعیل حلالی      | ۱۳ اوت ۱۹۷۳ (۲۷ سال)     |             | پرسپولیس         |
| ۱۶    | مهاجم     | وحید هاشمیان       | ۲۱ ژوئیه ۱۹۷۶ (۲۴ سال)   |             | هامبورگ          |
| ۱۷    | هافبک     | علیرضا امامی‌فر     | ۱۶ سپتامبر ۱۹۷۴ (۲۶ سال) |             | پرسپولیس         |
| ۱۸    | هافبک     | داریوش یزدانی      | ۶ ژوئن ۱۹۷۷ (۲۳ سال)     |             | استقلال          |
| ۱۹    | هافبک     | علی کریمی          | ۸ نوامبر ۱۹۷۸ (۲۱ سال)   |             | پرسپولیس         |
| ۲۰    | مدافع     | بهروز رهبری‌فر      | ۱۷ ژوئیه ۱۹۷۱ (۲۹ سال)   |             | پرسپولیس         |
| ۲۲    | دروازه‌بان | داوود فنایی        | ۱۹ فوریه ۱۹۷۶ (۲۴ سال)   |             | پرسپولیس         |
| ۲۵    | هافبک     | مهرداد میناوند     | ۳۰ نوامبر ۱۹۷۵ (۲۴ سال)  |             | اشتورم گراتس     |
| ۲۸    | مدافع     | محمدرضا مهدوی      | ۱۷ دسامبر ۱۹۷۲ (۲۷ سال)  |             | استقلال          |

### عراق
سرمربی:  میلان زیوادینوویچ
| شماره | جایگاه    | بازیکن               | تاریخ تولد/سن            | بازی‌های ملی | باشگاه          |
| ----- | --------- | -------------------- | ------------------------ | ----------- | --------------- |
| ۱     | دروازه‌بان | هاشم خمیس            | ۱ ژوئیه ۱۹۶۶ (۳۴ سال)    |             | نیروی هوایی     |
| ۲     | مدافع     | حیدر محمود           | ۱۹ سپتامبر ۱۹۷۳ (۲۷ سال) |             | الزورا          |
| ۳     | مدافع     | صادق سعدون عبدالرضا  | ۱۲ ژوئن ۱۹۷۲ (۲۸ سال)    |             | الطلبه          |
| ۴     | مدافع     | عبدالجبار هاشم حنون  | ۱ ژوئیه ۱۹۷۰ (۳۰ سال)    |             | نیروی هوایی     |
| ۵     | مدافع     | حمزه هادی محسن       | ۲۰ نوامبر ۱۹۶۹ (۳۰ سال)  |             | نیروی هوایی     |
| ۶     | مدافع     | زیاد طارق عزیز بریسم | ۲ اوت ۱۹۷۷ (۲۳ سال)      |             | الشرطه          |
| ۷     | هافبک     | عدنان محمد حسب       | ۱ ژوئیه ۱۹۷۲ (۲۸ سال)    |             | Shabab Al-Sahel |
| ۸     | مهاجم     | هشام محمد            | ۱۰ مه ۱۹۷۴ (۲۶ سال)      |             | الزورا          |
| ۹     | مهاجم     | احمد عبدالجبار       | ۸ ژانویه ۱۹۷۸ (۲۲ سال)   |             | الزورا          |
| ۱۰    | هافبک     | عباس عبید جاسم       | ۱۰ دسامبر ۱۹۷۳ (۲۶ سال)  |             | پوهانگ استیلرز  |
| ۱۱    | مهاجم     | صباح جعیر            | ۳۰ نوامبر ۱۹۶۹ (۳۰ سال)  |             | الطلبه          |
| ۱۲    | دروازه‌بان | عماد هاشم            | ۱۰ فوریه ۱۹۶۹ (۳۱ سال)   |             | الشرطه          |
| ۱۳    | هافبک     | عباس رحیم            | ۱ ژانویه ۱۹۷۹ (۲۱ سال)   |             | الزورا          |
| ۱۴    | هافبک     | عصام حمد سالم        | ۱ ژوئیه ۱۹۷۳ (۲۷ سال)    |             | الزورا          |
| ۱۵    | مهاجم     | قحطان جثیر           | ۲۰ ژوئیه ۱۹۷۳ (۲۷ سال)   |             | الکرخ           |
| ۱۶    | مدافع     | حیدر عبید            | ۲ آوریل ۱۹۷۹ (۲۱ سال)    |             | الکرخ           |
| ۱۷    | هافبک     | احمد حسین عیدان      |                          |             | الزورا          |
| ۱۸    | مدافع     | احمد کاظم عصاد       | ۱ ژوئیه ۱۹۷۶ (۲۴ سال)    |             | الزورا          |
| ۲۰    | مهاجم     | حسام فوزی            | ۳ سپتامبر ۱۹۷۴ (۲۶ سال)  |             | دبی             |
| ۲۱    | دروازه‌بان | عامر عبدالوهاب       | ۱۷ آوریل ۱۹۶۹ (۳۱ سال)   |             | الزورا          |
| ۲۲    | مدافع     | ماهر حبیب راضی       | ۱۹ ژوئن ۱۹۷۷ (۲۳ سال)    |             | الشرطه          |
| ۲۵    | هافبک     | عبدالوهاب ابوالهیل   | ۲۱ دسامبر ۱۹۷۶ (۲۳ سال)  |             | Al-Ahli Saida   |

### لبنان
سرمربی:  یوسیپ اسکوبلار
| شماره | جایگاه    | بازیکن              | تاریخ تولد/سن            | بازی‌های ملی | باشگاه                      |
| ----- | --------- | ------------------- | ------------------------ | ----------- | --------------------------- |
| ۱     | دروازه‌بان | علی فقیه            | ۱۲ آوریل ۱۹۶۷ (۳۳ سال)   |             | Hekmeh                      |
| ۲     | هافبک     | Korken Yenkibarian  | ۱۰ مارس ۱۹۶۴ (۳۶ سال)    |             | Homenmen Beirut             |
| ۳     | مدافع     | یوسف محمد           | ۱ ژوئیه ۱۹۸۰ (۲۰ سال)    |             | باشگاه ورزشی صفا            |
| ۴     | هافبک     | Jadir               | ۲۹ مه ۱۹۷۴ (۲۶ سال)      |             | باشگاه فوتبال الانصار لبنان |
| ۵     | مدافع     | Ahmad Al-Naamani    | ۱۲ اکتبر ۱۹۷۹ (۲۱ سال)   |             | باشگاه ورزشی صفا            |
| ۶     | هافبک     | Jamal Taha          | ۲۳ نوامبر ۱۹۶۶ (۳۳ سال)  |             | باشگاه فوتبال الانصار لبنان |
| ۷     | مدافع     | Abbas Chahrour      | ۱ ژانویه ۱۹۷۲ (۲۸ سال)   |             | باشگاه ورزشی النجمه لبنان   |
| ۸     | مهاجم     | Fouad Hijazi        | ۲۷ ژوئن ۱۹۷۳ (۲۷ سال)    |             | Hekmeh                      |
| ۹     | مهاجم     | Haitham Zein        | ۱ ژوئن ۱۹۷۹ (۲۱ سال)     |             | Tadamon Sour                |
| ۱۰    | هافبک     | Moussa Hojeij       | ۸ ژوئن ۱۹۷۴ (۲۶ سال)     |             | باشگاه ورزشی النجمه لبنان   |
| ۱۱    | مهاجم     | Newton              | ۲۴ ژوئیه ۱۹۷۶ (۲۴ سال)   |             | باشگاه فوتبال الانصار لبنان |
| ۱۲    | مهاجم     | Gilberto dos Santos | ۲۷ اوت ۱۹۷۵ (۲۵ سال)     |             | Al-Akhaa Al-Ahli Aley       |
| ۱۳    | مدافع     | Marcílio            | ۵ نوامبر ۱۹۷۶ (۲۳ سال)   |             | Al-Akhaa Al-Ahli Aley       |
| ۱۴    | مهاجم     | وارتان قازاریان     | ۱۰ ژانویه ۱۹۶۹ (۳۱ سال)  |             | Hekmeh                      |
| ۱۵    | هافبک     | Luís Fernandez      | ۳ ژانویه ۱۹۷۱ (۲۹ سال)   |             | Shabab Al-Sahel             |
| ۱۷    | مهاجم     | Faisal Antar        | ۲۰ دسامبر ۱۹۷۸ (۲۱ سال)  |             | Tadamon Sour                |
| ۱۸    | مدافع     | Mohamed Halawi      | ۵ آوریل ۱۹۷۷ (۲۳ سال)    |             | باشگاه ورزشی النجمه لبنان   |
| ۱۹    | هافبک     | Michael Reda        | ۳۰ دسامبر ۱۹۷۲ (۲۷ سال)  |             | Melbourne Knights           |
| ۲۰    | هافبک     | رضا عنتر            | ۱۲ سپتامبر ۱۹۸۰ (۲۰ سال) |             | Tadamon Sour                |
| ۲۱    | دروازه‌بان | Wahid El Fattal     | ۶ ژانویه ۱۹۷۸ (۲۲ سال)   |             | باشگاه ورزشی النجمه لبنان   |
| ۲۲    | دروازه‌بان | Ahmed Sakr          | ۷ آوریل ۱۹۷۰ (۳۰ سال)    |             | Homenmen Beirut             |
| ۲۳    | هافبک     | Nasrat Al Jamal     | ۱ ژوئیه ۱۹۸۰ (۲۰ سال)    |             | Tadamon Sour                |

### تایلند
سرمربی:  پیتر ویت
| شماره | جایگاه    | بازیکن                       | تاریخ تولد/سن            | بازی‌های ملی | باشگاه                |
| ----- | --------- | ---------------------------- | ------------------------ | ----------- | --------------------- |
| ۱     | دروازه‌بان | Wirat Wangchan               | ۱۶ مارس ۱۹۷۵ (۲۵ سال)    |             | Sinthana              |
| ۲     | مدافع     | Tanongsak Prajakkata         | ۲۵ ژوئن ۱۹۷۶ (۲۴ سال)    |             | BEC Tero Sasana       |
| ۳     | مدافع     | Niweat Siriwong              | ۱۸ ژوئیه ۱۹۷۷ (۲۳ سال)   |             | Gombak United         |
| ۵     | مدافع     | Choketawee Promrut           | ۱۶ مارس ۱۹۷۵ (۲۵ سال)    |             | کاسیکورن بانک         |
| ۶     | هافبک     | Anurak Srikerd               | ۱۵ ژانویه ۱۹۷۵ (۲۵ سال)  |             | BEC Tero Sasana       |
| ۷     | مدافع     | Chukiat Noosarung            | ۲۵ ژوئن ۱۹۷۱ (۲۹ سال)    |             | Raj Pracha-Nonthaburi |
| ۸     | هافبک     | Therdsak Chaiman             | ۲۹ سپتامبر ۱۹۷۳ (۲۷ سال) |             | BEC Tero Sasana       |
| ۱۰    | هافبک     | Tawan Sripan                 | ۱۳ دسامبر ۱۹۷۱ (۲۸ سال)  |             | Sembawang Rangers     |
| ۱۱    | هافبک     | Thawatchai Damrong-Ongtrakul | ۲۵ ژوئن ۱۹۷۴ (۲۶ سال)    |             | Sembawang Rangers     |
| ۱۲    | هافبک     | Surachai Jaturapattarapong   | ۲۰ نوامبر ۱۹۶۹ (۳۰ سال)  |             | بورس تایلند           |
| ۱۴    | مهاجم     | Worrawoot Srimaka            | ۸ دسامبر ۱۹۷۱ (۲۸ سال)   |             | BEC Tero Sasana       |
| ۱۵    | مدافع     | Witthaya Nabthong            |                          |             |                       |
| ۱۶    | مدافع     | Surachai Jirasirichote       | ۲۲ آوریل ۱۹۷۰ (۳۰ سال)   |             | Sinthana Bangkok      |
| ۱۷    | مدافع     | Dusit Chalermsan             | ۲۲ آوریل ۱۹۷۰ (۳۰ سال)   |             | BEC Tero Sasana       |
| ۱۸    | دروازه‌بان | Pansa Meesatham              | ۲۶ اوت ۱۹۷۴ (۲۶ سال)     |             | BEC Tero Sasana       |
| ۱۹    | مهاجم     | Pipat Thonkanya              | ۴ ژانویه ۱۹۷۹ (۲۱ سال)   |             | UCOM Rajapacha        |
| ۲۰    | مهاجم     | Seksan Piturat               | ۲ ژانویه ۱۹۷۶ (۲۴ سال)   |             | BEC Tero Sasana       |
| ۲۲    | دروازه‌بان | Kittisak Rawangpa            | ۳ ژانویه ۱۹۷۶ (۲۴ سال)   |             | Sinthana Bangkok      |
| ۲۳    | مهاجم     | Sutee Suksomkit              | ۵ ژوئن ۱۹۸۰ (۲۰ سال)     |             | کاسیکورن بانک         |
| ۲۴    | مدافع     | Thanunchai Baribarn          | ۳ اکتبر ۱۹۷۲ (۲۸ سال)    |             | Sinthana Bangkok      |
| ۲۵    | مدافع     | Panupong Chimpook            |                          |             |                       |

## گروه B

### چین
سرمربی:  بورا میلوتینوویچ
| شماره | جایگاه    | بازیکن                       | تاریخ تولد/سن            | بازی‌های ملی | باشگاه                              |
| ----- | --------- | ---------------------------- | ------------------------ | ----------- | ----------------------------------- |
| ۱     | دروازه‌بان | او چولیانگ                   | ۲۶ اوت ۱۹۶۸ (۳۲ سال)     | ۱۸          | Yunnan Hongta                       |
| ۲     | مدافع     | ژانگ انهوا                   | ۲۸ آوریل ۱۹۷۳ (۲۷ سال)   | ۵۲          | باشگاه فوتبال دالیان هایچانگ        |
| ۴     | مدافع     | وو چنگینگ                    | ۲۱ آوریل ۱۹۷۵ (۲۵ سال)   | ۱۸          | باشگاه فوتبال شانگهای گرینلند شنهوآ |
| ۵     | مدافع     | فن زی یی                     | ۶ نوامبر ۱۹۶۹ (۳۰ سال)   | ۸۰          | باشگاه فوتبال کریستال پالاس         |
| ۶     | هافبک     | Li Ming                      | ۲۶ ژانویه ۱۹۷۱ (۲۹ سال)  | ۵۴          | باشگاه فوتبال دالیان هایچانگ        |
| ۸     | مهاجم     | لی تای                       | ۱۸ سپتامبر ۱۹۷۷ (۲۳ سال) | ۴۴          | باشگاه فوتبال لیائونینگ             |
| ۹     | هافبک     | ما مینگیو (کاپیتان (فوتبال)) | ۴ فوریه ۱۹۷۰ (۳۰ سال)    | ۵۸          | باشگاه فوتبال پروجا                 |
| ۱۰    | مهاجم     | سو موژن                      | ۳۰ ژوئیه ۱۹۷۲ (۲۸ سال)   | ۳۲          | باشگاه فوتبال شاندونگ لیونگ         |
| ۱۱    | مهاجم     | Xie Hui                      | ۱۴ فوریه ۱۹۷۵ (۲۵ سال)   | ۳           | باشگاه فوتبال آلمانیا آخن           |
| ۱۲    | مهاجم     | Qu Shengqing                 | ۵ ژوئن ۱۹۷۵ (۲۵ سال)     | ۸           | باشگاه فوتبال لیائونینگ             |
| ۱۳    | مدافع     | Chen Gang                    | ۹ مارس ۱۹۷۲ (۲۸ سال)     | ۶           | Qingdao Hainiu                      |
| ۱۴    | مدافع     | لی ویفنگ                     | ۱ دسامبر ۱۹۷۸ (۲۱ سال)   | ۲۰          | Shenzhen Ping'an Kejian             |
| ۱۵    | هافبک     | Shen Si                      | ۱ مه ۱۹۷۳ (۲۷ سال)       | ۱۸          | باشگاه فوتبال شانگهای گرینلند شنهوآ |
| ۱۶    | هافبک     | Xu Yang                      | ۶ ژوئن ۱۹۷۴ (۲۶ سال)     | ۵           | باشگاه فوتبال بیجینگ گوان           |
| ۱۸    | هافبک     | لی ژیائوپنگ (بازیکن فوتبال)  | ۲۰ ژوئن ۱۹۷۵ (۲۵ سال)    | ۲           | باشگاه فوتبال شاندونگ لیونگ         |
| ۱۹    | هافبک     | کی هانگ                      | ۳ ژوئن ۱۹۷۶ (۲۴ سال)     | ۱۱          | باشگاه فوتبال شانگهای گرینلند شنهوآ |
| ۲۰    | مهاجم     | یانگ چن                      | ۱۷ ژانویه ۱۹۷۴ (۲۶ سال)  | ۱۲          | باشگاه فوتبال آینتراخت فرانکفورت    |
| ۲۱    | مدافع     | شو یونلونگ                   | ۱۷ فوریه ۱۹۷۹ (۲۱ سال)   | ۵           | باشگاه فوتبال بیجینگ گوان           |
| ۲۲    | دروازه‌بان | جیانگ جین                    | ۱۷ اکتبر ۱۹۶۸ (۳۱ سال)   | ۲۳          | باشگاه فوتبال تیانجین تدا           |
| ۲۳    | دروازه‌بان | Fu Bin                       | ۶ مه ۱۹۶۹ (۳۱ سال)       | ۲           | باشگاه فوتبال چونگ‌کینگ دنگ‌دای لیفان |
| ۲۷    | هافبک     | شاورجایایی                   | ۱۰ آوریل ۱۹۸۰ (۲۰ سال)   | ۱           | باشگاه فوتبال بیجینگ گوان           |
| ۲۹    | هافبک     | Huang Yong                   | ۲۶ مه ۱۹۷۸ (۲۲ سال)      | ۱۵          | Bayi Football Team                  |

### اندونزی
سرمربی:  Nandar Iskandar
| شماره | جایگاه    | بازیکن                    | تاریخ تولد/سن           | بازی‌های ملی | باشگاه                          |
| ----- | --------- | ------------------------- | ----------------------- | ----------- | ------------------------------- |
| ۱     | دروازه‌بان | Hendro Kartiko            | ۲۴ آوریل ۱۹۷۳ (۲۷ سال)  |             | PSM Makassar                    |
| ۳     | مدافع     | Aji Santoso               | ۶ آوریل ۱۹۷۰ (۳۰ سال)   |             | PSM Makassar                    |
| ۴     | مدافع     | Ismed Sofyan              | ۲۸ اوت ۱۹۷۹ (۲۱ سال)    |             | Persiraja Banda Aceh            |
| ۵     | مدافع     | Bejo Sugiantoro           | ۲ آوریل ۱۹۷۷ (۲۳ سال)   |             | Persebaya Surabaya              |
| ۶     | مدافع     | Eko Pujiantoro            | ۱ فوریه ۱۹۷۶ (۲۴ سال)   |             | Pelita Jaya                     |
| ۸     | هافبک     | Matheus Seto Nurdiyantoro | ۱۴ آوریل ۱۹۷۴ (۲۶ سال)  |             | Pelita Jaya                     |
| ۹     | هافبک     | Uston Nawawi              | ۶ سپتامبر ۱۹۷۷ (۲۳ سال) |             | Persebaya Surabaya              |
| ۱۰    | مهاجم     | Kurniawan Dwi Yulianto    | ۳ ژوئیه ۱۹۷۶ (۲۴ سال)   |             | PSM Makassar                    |
| ۱۱    | هافبک     | Bima Sakti                | ۲۳ ژانویه ۱۹۷۶ (۲۴ سال) |             | PSM Makassar                    |
| ۱۲    | هافبک     | Eduard Ivakdalam          | ۱۹ دسامبر ۱۹۷۴ (۲۵ سال) |             | باشگاه فوتبال پرسیپورا جایاپورا |
| ۱۳    | دروازه‌بان | I Komang Putra Adnyana    | ۵ ژوئن ۱۹۷۲ (۲۸ سال)    |             | PSIS Semarang                   |
| ۱۴    | مدافع     | Djet Donald La'ala        | ۱۳ دسامبر ۱۹۷۱ (۲۸ سال) |             | PKT Bontang                     |
| ۱۵    | هافبک     | Yaris Riyadi              | ۲۱ ژانویه ۱۹۷۳ (۲۷ سال) |             | Persib Bandung                  |
| ۱۶    | هافبک     | Imran Nahumaruri          | ۱۲ نوامبر ۱۹۷۸ (۲۱ سال) |             | Persita Tangerang               |
| ۱۷    | هافبک     | I Pute Gede Santosa       | ۱ دسامبر ۱۹۷۳ (۲۶ سال)  |             | باشگاه فوتبال آرما              |
| ۱۸    | مدافع     | Ardi Warsidi              | ۲۲ اوت ۱۹۷۹ (۲۱ سال)    |             | Persita Tangerang               |
| ۱۹    | مدافع     | Nur'Alim                  | ۲۷ دسامبر ۱۹۷۳ (۲۶ سال) |             | Persija Jakarta                 |
| ۲۰    | مهاجم     | Bambang Pamungkas         | ۱۰ ژوئن ۱۹۸۰ (۲۰ سال)   |             | Persija Jakarta                 |
| ۲۱    | مهاجم     | Rochy Putiray             | ۲۶ ژوئن ۱۹۷۰ (۳۰ سال)   |             | Instant-Dict                    |
| ۲۲    | مهاجم     | Gendut Doni Christiawan   | ۷ دسامبر ۱۹۷۸ (۲۱ سال)  |             | باشگاه فوتبال سریویجایا         |
| ۲۳    | مدافع     | Slamet Riyadi             | ۱۵ نوامبر ۱۹۸۱ (۱۸ سال) |             | PSMS Medan                      |
| ۳۰    | دروازه‌بان | Sahari Gultom             | ۶ نوامبر ۱۹۷۸ (۲۱ سال)  |             | PSMS Medan                      |

### کویت
سرمربی:  Dušan Uhrin
| شماره | جایگاه    | بازیکن             | تاریخ تولد/سن            | بازی‌های ملی | باشگاه                     |
| ----- | --------- | ------------------ | ------------------------ | ----------- | -------------------------- |
| ۱     | دروازه‌بان | Shebab Kankune     | ۲۸ آوریل ۱۹۸۱ (۱۹ سال)   |             | Kazma                      |
| ۲     | مدافع     | اسامه حسین         | ۱۱ اوت ۱۹۷۰ (۳۰ سال)     |             | باشگاه ورزشی العربی کویت   |
| ۳     | مدافع     | Jamal Mubarak      | ۲۱ مارس ۱۹۷۴ (۲۶ سال)    |             | باشگاه ورزشی التضامن کویت  |
| ۴     | هافبک     | Ali Asel           | ۲۸ سپتامبر ۱۹۷۶ (۲۴ سال) |             | باشگاه ورزشی السالمیه کویت |
| ۵     | مدافع     | Nouhair Al Shemari | ۱۲ ژوئیه ۱۹۷۶ (۲۴ سال)   |             | باشگاه ورزشی القادسیه کویت |
| ۶     | مدافع     | حسین الخضری        | ۷ فوریه ۱۹۷۲ (۲۸ سال)    |             | باشگاه ورزشی السالمیه کویت |
| ۷     | هافبک     | Bader Al Halabeej  | ۱۹ دسامبر ۱۹۶۷ (۳۲ سال)  |             | باشگاه ورزشی کاظمه کویت    |
| ۸     | مهاجم     | Saleh Al-Buraiki   | ۲۷ فوریه ۱۹۷۷ (۲۳ سال)   |             | باشگاه ورزشی السالمیه کویت |
| ۹     | مهاجم     | بشار عبدالله       | ۱۲ اکتبر ۱۹۷۷ (۲۳ سال)   |             | باشگاه ورزشی السالمیه کویت |
| ۱۰    | هافبک     | Naser Al Sohi      | ۲۴ اوت ۱۹۷۴ (۲۶ سال)     |             | باشگاه ورزشی التضامن کویت  |
| ۱۱    | هافبک     | عبدالله وبران      | ۷ فوریه ۱۹۷۱ (۲۹ سال)    |             | باشگاه ورزشی التضامن کویت  |
| ۱۲    | مدافع     | Falah Farhan       |                          |             |                            |
| ۱۳    | هافبک     | Ahmad Al-Mutairi   | ۱۳ فوریه ۱۹۷۴ (۲۶ سال)   |             | باشگاه ورزشی کاظمه کویت    |
| ۱۴    | مهاجم     | Khalaf Al-Mutairi  | ۲۵ ژوئیه ۱۹۷۹ (۲۱ سال)   |             | Al Jahra                   |
| ۱۵    | مهاجم     | Salma Hadi         |                          |             |                            |
| ۱۶    | هافبک     | Naser Al-Omran     | ۱۴ ژانویه ۱۹۷۷ (۲۳ سال)  |             | Kazma                      |
| ۱۷    | مدافع     | Esam Sekin         | ۲ ژوئیه ۱۹۷۱ (۲۹ سال)    |             | باشگاه ورزشی کاظمه کویت    |
| ۱۸    | مهاجم     | Ahmed Musa Mirza   | ۳۰ اکتبر ۱۹۷۶ (۲۳ سال)   |             | باشگاه ورزشی العربی کویت   |
| ۱۹    | مهاجم     | Faraj Laheeb Saied | ۳ اکتبر ۱۹۷۸ (۲۲ سال)    |             | باشگاه ورزشی الکویت        |
| ۲۰    | مهاجم     | جاسم الهویدی       | ۲۸ اکتبر ۱۹۷۲ (۲۷ سال)   |             | باشگاه ورزشی السالمیه کویت |
| ۲۱    | دروازه‌بان | Falah Al Majidi    | ۱۳ نوامبر ۱۹۷۰ (۲۹ سال)  |             | باشگاه ورزشی کاظمه کویت    |
| ۲۲    | دروازه‌بان | Ahmed Jasem        | ۲۹ مه ۱۹۷۵ (۲۵ سال)      |             | باشگاه ورزشی العربی کویت   |

### کرهٔ جنوبی
سرمربی:  Huh Jung-moo
| شماره | جایگاه    | بازیکن                           | تاریخ تولد/سن           | بازی‌های ملی | باشگاه                         |
| ----- | --------- | -------------------------------- | ----------------------- | ----------- | ------------------------------ |
| ۱     | دروازه‌بان | لی وون جائه                      | ۲۶ آوریل ۱۹۷۳ (۲۷ سال)  | ۹           | باشگاه فوتبال سوون سامسونگ     |
| ۲     | مدافع     | Kang Chul                        | ۲ نوامبر ۱۹۷۱ (۲۸ سال)  | ۴۴          | باشگاه فوتبال ججو یونایتد      |
| ۳     | مدافع     | Ha Seok-Ju                       | ۲۰ فوریه ۱۹۶۸ (۳۲ سال)  | ۸۸          | باشگاه فوتبال ویسل کوبه        |
| ۴     | هافبک     | Park Jin-sub                     | ۱۱ مارس ۱۹۷۷ (۲۳ سال)   | ۲۳          | باشگاه فوتبال سوون سامسونگ     |
| ۵     | مدافع     | لی لیم سینگ                      | ۱۸ نوامبر ۱۹۷۱ (۲۸ سال) | ۲۴          | باشگاه فوتبال ججو یونایتد      |
| ۶     | هافبک     | یو سانگ-چول                      | ۶ اکتبر ۱۹۷۱ (۲۹ سال)   | ۷۶          | باشگاه فوتبال یوکوهاما مارینوس |
| ۷     | مدافع     | کیم تی یانگ                      | ۸ نوامبر ۱۹۷۰ (۲۹ سال)  | ۵۲          | باشگاه فوتبال چونام دراگونز    |
| ۸     | هافبک     | یون جونگ هوان                    | ۱۶ فوریه ۱۹۷۳ (۲۷ سال)  | ۲۹          | باشگاه فوتبال سرزو اوساکا      |
| ۹     | مهاجم     | سئول کی هیون                     | ۸ ژانویه ۱۹۷۹ (۲۱ سال)  | ۱۰          | Royal Antwerp                  |
| ۱۰    | هافبک     | Noh Jung-Yoon                    | ۲۸ مارس ۱۹۷۱ (۲۹ سال)   | ۳۹          | باشگاه فوتبال سرزو اوساکا      |
| ۱۱    | مهاجم     | لی دونگ-گوک                      | ۲۹ آوریل ۱۹۷۹ (۲۱ سال)  | ۱۳          | باشگاه فوتبال پوهانگ استیلرز   |
| ۱۲    | هافبک     | لی یانگ پایو                     | ۲۳ آوریل ۱۹۷۷ (۲۳ سال)  | ۱۶          | باشگاه فوتبال سئول             |
| ۱۵    | مدافع     | لی مین-سونگ                      | ۲۳ ژوئن ۱۹۷۳ (۲۷ سال)   | ۳۹          | باشگاه فوتبال سوون سامسونگ     |
| ۱۶    | هافبک     | کیم سانگ سیک                     | ۱۷ دسامبر ۱۹۷۶ (۲۳ سال) | ۷           | باشگاه فوتبال سئونگنام         |
| ۱۷    | مدافع     | چوی سونگ-یونگ                    | ۲۵ دسامبر ۱۹۷۵ (۲۴ سال) | ۴۵          | باشگاه فوتبال ویسل کوبه        |
| ۱۸    | دروازه‌بان | کیم یانگ دائه                    | ۱۱ اکتبر ۱۹۷۹ (۲۱ سال)  | ۸           | دانشگاه یانسه                  |
| ۲۰    | مدافع     | هونگ میونگ-بو (کاپیتان (فوتبال)) | ۱۲ فوریه ۱۹۶۹ (۳۱ سال)  | ۱۰۸         | باشگاه فوتبال کاشیوا ریسول     |
| ۲۱    | دروازه‌بان | Kim Hae-Woon                     | ۲۵ دسامبر ۱۹۷۳ (۲۶ سال) | ۰           | باشگاه فوتبال سئونگنام         |
| ۲۳    | هافبک     | پارک جی سونگ                     | ۲۵ فوریه ۱۹۸۱ (۱۹ سال)  | ۹           | Kyoto Purple Sanga             |
| ۲۴    | مدافع     | Park Jae-hong                    | ۱۰ نوامبر ۱۹۷۸ (۲۱ سال) | ۹           | Myongji University             |
| ۲۸    | مهاجم     | Choi Chul-Woo                    | ۳۰ نوامبر ۱۹۷۷ (۲۲ سال) | ۷           | باشگاه فوتبال اولسان هیوندای   |
| ۳۰    | مدافع     | Sim Jae-Won                      | ۱۱ مارس ۱۹۷۷ (۲۳ سال)   | ۱۰          | باشگاه فوتبال بوسان ای‌پارک     |

## گروه C

### ژاپن
سرمربی:  فیلیپ تروسیه
| شماره | جایگاه    | بازیکن                           | تاریخ تولد/سن            | بازی‌های ملی | باشگاه                           |
| ----- | --------- | -------------------------------- | ------------------------ | ----------- | -------------------------------- |
| ۱     | دروازه‌بان | یوشیکاتسو کاواگوچی               | ۱۵ اوت ۱۹۷۵ (۲۵ سال)     |             | باشگاه فوتبال یوکوهاما مارینوس   |
| ۳     | مدافع     | ناوکی ماتسودا                    | ۱۴ مارس ۱۹۷۷ (۲۳ سال)    |             | باشگاه فوتبال یوکوهاما مارینوس   |
| ۴     | مدافع     | ریوزو موریوکا (کاپیتان (فوتبال)) | ۷ اکتبر ۱۹۷۵ (۲۵ سال)    |             | باشگاه فوتبال شیمیزو اس-پالس     |
| ۶     | مدافع     | توشیهیرو هاتتوری                 | ۲۳ سپتامبر ۱۹۷۳ (۲۷ سال) |             | باشگاه فوتبال جوبیلو ایواتا      |
| ۸     | هافبک     | شیگیوشی موچیزوکی                 | ۹ ژوئیه ۱۹۷۳ (۲۷ سال)    |             | Kyoto Purple Sanga               |
| ۹     | مهاجم     | آکینوری نیشیزاوا                 | ۱۸ ژوئن ۱۹۷۶ (۲۴ سال)    |             | باشگاه فوتبال سرزو اوساکا        |
| ۱۰    | هافبک     | هیروشی نانامی                    | ۲۸ نوامبر ۱۹۷۲ (۲۷ سال)  |             | باشگاه فوتبال ونتزیا             |
| ۱۱    | هافبک     | آتسوهیرو میورا                   | ۲۴ ژوئن ۱۹۷۴ (۲۶ سال)    |             | باشگاه فوتبال یوکوهاما مارینوس   |
| ۱۲    | هافبک     | هیرواکی موریشیما                 | ۳۰ آوریل ۱۹۷۲ (۲۸ سال)   |             | باشگاه فوتبال سرزو اوساکا        |
| ۱۳    | مهاجم     | آتسوشی یاناگیساوا                | ۲۷ مه ۱۹۷۷ (۲۳ سال)      |             | باشگاه فوتبال کاشیما آنتلرز      |
| ۱۴    | هافبک     | شونسوکی ناکامورا                 | ۲۴ ژوئن ۱۹۷۸ (۲۲ سال)    |             | باشگاه فوتبال یوکوهاما مارینوس   |
| ۱۵    | هافبک     | دایسوکهوکو                       | ۷ فوریه ۱۹۷۶ (۲۴ سال)    |             | باشگاه فوتبال جوبیلو ایواتا      |
| ۱۷    | هافبک     | جونیچی ایناموتو                  | ۱۸ سپتامبر ۱۹۷۹ (۲۱ سال) |             | باشگاه فوتبال گامبا اوساکا       |
| ۱۹    | مهاجم     | تاتسوهیکو کوبو                   | ۱۸ ژوئن ۱۹۷۶ (۲۴ سال)    |             | باشگاه فوتبال سانفریس هیروشیما   |
| ۲۰    | دروازه‌بان | دایجیرو تاکاکووا                 | ۱۰ اوت ۱۹۷۳ (۲۷ سال)     |             | باشگاه فوتبال کاشیما آنتلرز      |
| ۲۱    | دروازه‌بان | تاکاشی شیمودا                    | ۲۸ نوامبر ۱۹۷۵ (۲۴ سال)  |             | باشگاه فوتبال سانفریس هیروشیما   |
| ۲۲    | مدافع     | یوجی ناکازاوا                    | ۲۵ فوریه ۱۹۷۸ (۲۲ سال)   |             | باشگاه فوتبال توکیو وردی         |
| ۲۴    | هافبک     | توموکازو میوجین                  | ۲۴ ژانویه ۱۹۷۸ (۲۲ سال)  |             | باشگاه فوتبال کاشیوا ریسول       |
| ۲۶    | مدافع     | کیجی کایموتو                     | ۲۶ نوامبر ۱۹۷۲ (۲۷ سال)  |             | باشگاه فوتبال ویسل کوبه          |
| ۲۷    | مهاجم     | هیداکی کیتاجیما                  | ۲۳ مه ۱۹۷۸ (۲۲ سال)      |             | باشگاه فوتبال کاشیوا ریسول       |
| ۲۹    | مهاجم     | نائوهیرو تاکاهارا                | ۴ ژوئن ۱۹۷۹ (۲۱ سال)     |             | باشگاه فوتبال جوبیلو ایواتا      |
| ۳۰    | هافبک     | شینجی اونو                       | ۲۷ سپتامبر ۱۹۷۹ (۲۱ سال) |             | باشگاه فوتبال اوراوا رد دیاموندز |

### قطر
سرمربی:  جمال حاجی‌آبدیچ
| شماره | جایگاه    | بازیکن               | تاریخ تولد/سن            | بازی‌های ملی | باشگاه                   |
| ----- | --------- | -------------------- | ------------------------ | ----------- | ------------------------ |
| ۱     | دروازه‌بان | عامر الکعبی          | ۱ مارس ۱۹۷۱ (۲۹ سال)     |             | باشگاه ورزشی الغرافه     |
| ۴     | مدافع     | سعود فتح             | ۱۶ اوت ۱۹۸۰ (۲۰ سال)     |             | باشگاه ورزشی الغرافه     |
| ۵     | هافبک     | عبدالناصر العبیدلی   | ۲ اکتبر ۱۹۷۲ (۲۸ سال)    |             | باشگاه ورزشی السد        |
| ۶     | مهاجم     | ضاحی النوبی          | ۵ سپتامبر ۱۹۷۸ (۲۲ سال)  |             | باشگاه ورزشی السد        |
| ۷     | مهاجم     | Abdullah Al Ishaq    | ۷ دسامبر ۱۹۷۶ (۲۳ سال)   |             | باشگاه ورزشی الاهلی قطر  |
| ۸     | مدافع     | سعد الشمری           | ۶ اوت ۱۹۸۰ (۲۰ سال)      |             | باشگاه ورزشی الغرافه     |
| ۹     | مهاجم     | محمد سالم العنزی     | ۲۲ نوامبر ۱۹۷۶ (۲۳ سال)  |             | Yimpaş Yozgatspor        |
| ۱۰    | هافبک     | فهد الکواری          | ۱۸ اوت ۱۹۷۳ (۲۷ سال)     |             | باشگاه ورزشی السد        |
| ۱۱    | مهاجم     | عادل الملا           | ۷ دسامبر ۱۹۷۰ (۲۹ سال)   |             | باشگاه ورزشی الریان      |
| ۱۲    | مدافع     | Ahmed Khalid Salih   |                          |             |                          |
| ۱۳    | هافبک     | Raed Yaquoub         | ۱۵ اکتبر ۱۹۷۴ (۲۵ سال)   |             | باشگاه ورزشی الریان      |
| ۱۴    | هافبک     | Abdulaziz Hassan     | ۲۷ فوریه ۱۹۷۳ (۲۷ سال)   |             | باشگاه ورزشی القطر       |
| ۱۵    | مدافع     | یوسف آدم محمود       | ۱۲ سپتامبر ۱۹۷۲ (۲۸ سال) |             | باشگاه ورزشی الغرافه     |
| ۱۶    | مهاجم     | محمد غلام            | ۸ نوامبر ۱۹۸۰ (۱۹ سال)   |             | باشگاه ورزشی القطر       |
| ۱۷    | هافبک     | جاسم التمیمی         | ۱۴ فوریه ۱۹۷۱ (۲۹ سال)   |             | باشگاه ورزشی السد        |
| ۱۸    | هافبک     | یاسر نظمی            | ۲۳ سپتامبر ۱۹۷۳ (۲۷ سال) |             | باشگاه ورزشی القطر       |
| ۱۹    | هافبک     | Abdul Rahman Mahmoud | ۲۷ دسامبر ۱۹۷۶ (۲۳ سال)  |             |                          |
| ۲۱    | دروازه‌بان | حسین الرمیحی         | ۱۲ سپتامبر ۱۹۷۴ (۲۶ سال) |             | باشگاه ورزشی القطر       |
| ۲۳    | هافبک     | Adel Jadou           | ۱۳ سپتامبر ۱۹۸۱ (۱۹ سال) |             | باشگاه ورزشی السد        |
| ۲۵    | مهاجم     | ولید حمزه            | ۷ سپتامبر ۱۹۸۲ (۱۸ سال)  |             | باشگاه فوتبال العربی قطر |
| ۲۶    | دروازه‌بان | Salman A. Al-Ansari  | ۱۳ ژوئن ۱۹۸۳ (۱۷ سال)    |             | باشگاه ورزشی الریان      |
| ۲۷    | مدافع     | مشعل مبارک           | ۲۵ فوریه ۱۹۸۲ (۱۸ سال)   |             | باشگاه ورزشی القطر       |

### عربستان سعودی
سرمربی:  میلان ماچالا and  ناصر الجوهر
| شماره | جایگاه    | بازیکن                 | تاریخ تولد/سن            | بازی‌های ملی | باشگاه                             |
| ----- | --------- | ---------------------- | ------------------------ | ----------- | ---------------------------------- |
| ۱     | دروازه‌بان | محمد الدعیع            | ۲ اوت ۱۹۷۲ (۲۸ سال)      |             | باشگاه فوتبال الهلال               |
| ۲     | مدافع     | محمد الجهنی            | ۲۸ سپتامبر ۱۹۷۴ (۲۶ سال) |             | باشگاه فوتبال الاهلی عربستان سعودی |
| ۳     | مدافع     | محمد الخلیوی           | ۲۱ اوت ۱۹۷۱ (۲۹ سال)     |             | باشگاه فوتبال الاتحاد              |
| ۴     | مدافع     | عبدالله زبرماوی        | ۱۵ نوامبر ۱۹۷۳ (۲۶ سال)  |             | باشگاه فوتبال الاهلی عربستان سعودی |
| ۵     | مهاجم     | طارق المولد‎            |                          |             |                                    |
| ۶     | هافبک     | عمر الغامدی            | ۱۱ آوریل ۱۹۷۹ (۲۱ سال)   |             | باشگاه فوتبال الهلال               |
| ۸     | هافبک     | محمد نور               | ۲۶ فوریه ۱۹۷۸ (۲۲ سال)   |             | باشگاه فوتبال الاتحاد              |
| ۹     | مهاجم     | سامی الجابر            | ۱۱ دسامبر ۱۹۷۲ (۲۷ سال)  |             | باشگاه فوتبال ولورهمپتون واندررز   |
| ۱۱    | مهاجم     | عبید الدوساری          | ۲ اکتبر ۱۹۷۵ (۲۵ سال)    |             | باشگاه فوتبال الاهلی عربستان سعودی |
| ۱۲    | مدافع     | احمد الدوخی            | ۲۵ اکتبر ۱۹۷۶ (۲۳ سال)   |             | باشگاه فوتبال الهلال               |
| ۱۳    | مدافع     | صالح الصقری            | ۲۳ ژانویه ۱۹۷۹ (۲۱ سال)  |             | باشگاه فوتبال الاتحاد              |
| ۱۴    | مهاجم     | مرزوق العتیبی          | ۷ نوامبر ۱۹۷۵ (۲۴ سال)   |             | باشگاه فوتبال الاتحاد              |
| ۱۶    | مدافع     | فوزی الشهری            | ۱۵ مه ۱۹۸۰ (۲۰ سال)      |             | باشگاه فوتبال الاهلی عربستان سعودی |
| ۱۷    | هافبک     | عبدالله الواکد         | ۲۹ سپتامبر ۱۹۷۵ (۲۵ سال) |             | باشگاه فوتبال الشباب عربستان سعودی |
| ۱۸    | هافبک     | نواف التمیاط           | ۲۸ ژوئن ۱۹۷۶ (۲۴ سال)    |             | باشگاه فوتبال الهلال               |
| ۱۹    | مهاجم     | حمزه ادریس             | ۸ اکتبر ۱۹۷۲ (۲۸ سال)    |             | باشگاه فوتبال الاتحاد              |
| ۲۰    | هافبک     | محمد الشلهوب           | ۸ دسامبر ۱۹۸۰ (۱۹ سال)   |             | باشگاه فوتبال الهلال               |
| ۲۱    | دروازه‌بان | تیسیر ال نتیف          | ۱۶ فوریه ۱۹۷۴ (۲۶ سال)   |             | باشگاه فوتبال الاهلی عربستان سعودی |
| ۲۲    | دروازه‌بان | محمد الخجالی           | ۱۵ ژانویه ۱۹۷۳ (۲۷ سال)  |             | باشگاه فوتبال النصر عربستان سعودی  |
| ۲۳    | هافبک     | احمد خليل              | ۲۹ ژوئیه ۱۹۷۰ (۳۰ سال)   |             | باشگاه فوتبال الهلال               |
| ۲۸    | مهاجم     | عبدالله جمعان الدوساری | ۱۰ نوامبر ۱۹۷۷ (۲۲ سال)  |             | باشگاه فوتبال الهلال               |
| ۲۹    | مهاجم     | طلال المشعل            | ۷ ژوئن ۱۹۷۸ (۲۲ سال)     |             | باشگاه فوتبال الاهلی عربستان سعودی |

### ازبکستان
سرمربی:  یوری سارکیسیان
| شماره | جایگاه    | بازیکن                   | تاریخ تولد/سن            | بازی‌های ملی | باشگاه                      |
| ----- | --------- | ------------------------ | ------------------------ | ----------- | --------------------------- |
| ۱     | دروازه‌بان | Pavel Bugalo             | ۲۱ اوت ۱۹۷۴ (۲۶ سال)     |             | Alania Vladikavkaz          |
| ۲     | مدافع     | Bakhtier Ashurmatov      | ۲۵ مارس ۱۹۷۶ (۲۴ سال)    |             | باشگاه فوتبال پخته‌کار       |
| ۳     | مدافع     | Andrei Fyodorov          | ۱۹ آوریل ۱۹۷۱ (۲۹ سال)   |             | باشگاه فوتبال روبین کازان   |
| ۴     | هافبک     | میرجلال قاسموف           | ۱۷ سپتامبر ۱۹۷۰ (۳۰ سال) |             | Kryliya Sovetov             |
| ۵     | مدافع     | Sergey Lushan            | ۱۴ ژوئن ۱۹۷۳ (۲۷ سال)    |             | Rostselmash Rostov          |
| ۷     | هافبک     | Otabek Shamuradov        | ۲۱ ژوئیه ۱۹۷۴ (۲۶ سال)   |             | باشگاه فوتبال نفتچی فرغانه  |
| ۸     | هافبک     | Nikolay Shirshov         | ۲۲ ژوئن ۱۹۷۴ (۲۶ سال)    |             | Rostselmash Rostov          |
| ۹     | هافبک     | Mukhtar Kurbanov         | ۲۶ ژانویه ۱۹۷۵ (۲۵ سال)  |             | باشگاه فوتبال پخته‌کار       |
| ۱۰    | مهاجم     | Maksim Shatskikh         | ۳۰ اوت ۱۹۷۸ (۲۲ سال)     |             | باشگاه فوتبال دینامو کیف    |
| ۱۱    | مهاجم     | آندری هاکوبیانتس         | ۲۷ اوت ۱۹۷۷ (۲۳ سال)     |             | باشگاه فوتبال روستوف        |
| ۱۲    | مدافع     | Davranjon Faiziev        | ۱۴ ژانویه ۱۹۷۶ (۲۴ سال)  |             | باشگاه فوتبال زسکا مسکو     |
| ۱۴    | مدافع     | Abdimajit Tairov         | ۵ اوت ۱۹۷۴ (۲۶ سال)      |             | باشگاه فوتبال نفتچی فرغانه  |
| ۱۵    | هافبک     | Sergey Lebedev           | ۳۱ ژانویه ۱۹۶۹ (۳۱ سال)  |             | باشگاه فوتبال نفتچی فرغانه  |
| ۱۶    | دروازه‌بان | Nariman Osmanov          | ۱۷ اکتبر ۱۹۷۷ (۲۲ سال)   |             | Temiryulchi Kokand          |
| ۱۷    | مدافع     | Fevzi Davletov           | ۲۰ سپتامبر ۱۹۷۲ (۲۸ سال) |             | Dustlik Tashkent            |
| ۱۸    | هافبک     | Alexander Khvostunov     | ۹ ژانویه ۱۹۷۴ (۲۶ سال)   |             | Kryliya Sovetov             |
| ۲۰    | دروازه‌بان | Georgiy Zabirov          | ۱ ژوئن ۱۹۷۴ (۲۶ سال)     |             | باشگاه فوتبال نفتچی فرغانه  |
| ۲۳    | مهاجم     | Nagmetulla Kutibayev     | ۲۸ سپتامبر ۱۹۷۳ (۲۷ سال) |             | Turon Nukus                 |
| ۲۴    | مهاجم     | Umid Isogov              | ۲۲ دسامبر ۱۹۷۸ (۲۱ سال)  |             | باشگاه فوتبال نفتچی فرغانه  |
| ۲۵    | مهاجم     | Rustam Durmonov          | ۲۸ ژانویه ۱۹۶۹ (۳۱ سال)  |             | باشگاه فوتبال نفتچی فرغانه  |
| ۲۶    | مهاجم     | Igor Shkvirin            | ۲۹ آوریل ۱۹۶۳ (۳۷ سال)   |             | باشگاه فوتبال پخته‌کار       |
| ۲۷    | هافبک     | Shukhratjon Rakhmonqulov | ۱۹ آوریل ۱۹۷۱ (۲۹ سال)   |             | باشگاه فوتبال نوبهار نمنگان |